# Nathi Mthethwa
Emmanuel Nkosinathi "Nathi" Mthethwa, född 23 januari 1967 i Kwambonambi, KwaZulu-Natal, är en sydafrikansk politiker. Mthethwa har suttit som kultur- och konstminister i landet sedan februari 2014. Han omvaldes 2019 och är sedan dess dessutom sportminister. Han var tidigare säkerhetsminister (numera är titeln polisminister) mellan 2008 och 2014 samt chief whip för det socialdemokratiska partiet African National Congress.
Mthethwa startade sin politiska karriär på lokalnivå redan som femtonåring.
I september 2020 deltar han på Bokmässan i egenskap av ett kulturministermöte mellan Sverige och Sydafrika.
Hans offentliga talesperson sedan 2020 är TV-personligheten Masechaba Ndlovu.